# Harold Nisbet
Harold Adair Nisbet (22 de junio de 1873 - 12 de marzo de 1937) fue un jugador británico de tenis sobre césped que estuvo activo a finales del siglo XIX y principios del siglo XX.
Durante su carrera alcanzó cuatro finales de dobles en el Campeonato de Wimbledon (1896, 1898, 1899, 1900), así como la final de dobles en el Campeonato Nacional de EE. UU. en 1897. En individuales, Nisbet llegó a la final de todos contra todos del Campeonato Nacional de Estados Unidos en 1897 (perdiendo contra Wilberforce Eaves) y a las semifinales de Wimbledon en 1896 (perdiendo en cinco sets contra Harold Mahony) y 1900 (perdiendo contra Sydney Smith en sets corridos).

## Finales de Grand Slam

### Individuales (1 final)

#### Todos contra todos
| Resultado | Año  | Campeonato                     | Superficie | Oponente          | Marcador      |
| --------- | ---- | ------------------------------ | ---------- | ----------------- | ------------- |
| Derrota   | 1897 | Campeonato Nacional de Estados | Césped     | Wilberforce Eaves | 5–7, 3–6, 2–6 |

### Dobles (5 subcampeonatos)
| Resultado | Año  | Campeonato                     | Superficie | Compañero             | Oponentes                         | Marcador                  |
| --------- | ---- | ------------------------------ | ---------- | --------------------- | --------------------------------- | ------------------------- |
| Derrota   | 1896 | Campeonato de Wimbledon        | Césped     | Reginald Doherty      | Wilfred Baddeley Herbert Baddeley | 6–1, 6–3, 4–6, 2–6, 1–6   |
| Derrota   | 1897 | Campeonato Nacional de Estados | Césped     | Harold Mahony         | Leo Ware George Sheldon           | 13–11, 2–6, 7–9, 6–1, 1–6 |
| Derrota   | 1898 | Campeonato de Wimbledon        | Césped     | Clarence Hobart       | Reginald Doherty Laurence Doherty | 4–6, 4–6, 2–6             |
| Derrota   | 1899 | Campeonato de Wimbledon        | Césped     | Clarence Hobart       | Reginald Doherty Laurence Doherty | 5–7, 0–6, 2–6             |
| Derrota   | 1900 | Campeonato de Wimbledon        | Césped     | Herbert Roper Barrett | Reginald Doherty Laurence Doherty | 7–9, 5–7, 6–4, 6–3, 3–6   |